# Ліхтенштейн на літніх Олімпійських іграх 1952
Ліхтенштейн брав участь у літніх Олімпійських іграх 1952 року в Гельсінкі (Фінляндія), проте не здобув жодної медалі. Країну на олімпіаді представляли два велогонщики.

## Велоспорт
Спортсменів − 2

### Шосейні перегони
| Спортсмен     | Гонка            | Час       | Місце |
| ------------- | ---------------- | --------- | ----- |
| Алоїз Ламперт | Групові перегони | 5:20.06,6 | 30    |
| Евальд Гаслер | Групові перегони | 5:23.34,8 | 43    |